# Physocephala curticornis
Physocephala curticornis är en tvåvingeart som beskrevs av Krober 1915. Physocephala curticornis ingår i släktet Physocephala och familjen stekelflugor. Inga underarter finns listade i Catalogue of Life.